# 喜家德
喜家德是中華人民共和國一家水餃連鎖店，1990年，創始人高德福在黑龍江省鶴崗市的飯店打工，1991年盤下了當地的一個餐廳。2002年，高德福轉型開設水餃連鎖店。喜家德水餃門店主要分佈於東三省以及山東。

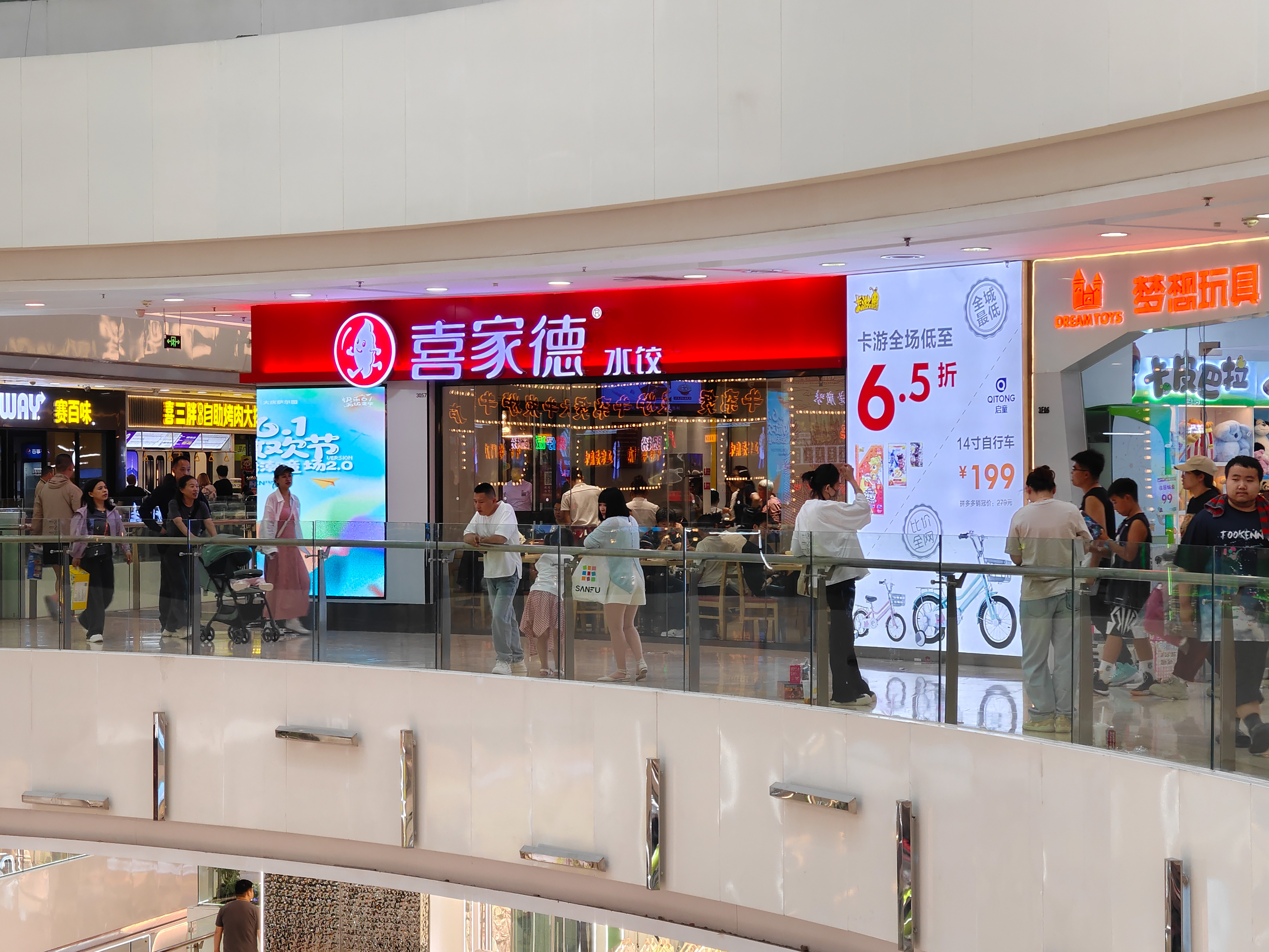
大庆萨尔图万达广场的喜家德分店